# So Much for Staying Alive
So Much for Staying Alive är ett studioalbum av Kristofer Åström & Hidden Truck, utgivet 2005. På skivan medverkar bland andra Jari Haapalainen och Britta Persson. En begränsad upplaga av albumet innehöll bonusskivan The Thorskogs Sessions.

## Låtlista
1. "Midnight Sun" – 4:15
2. "The Good You Bring" – 2:51
3. "Givers of the World" – 4:11
4. "The Wild" – 3:31
5. "The Burn" – 4:18
6. "The Black Dog" – 3:11
7. "Man of Steel" – 5:14
8. "Until Tomorrow" – 2:22
9. "Frankfurt Blues" – 4:11
10. "Gilded" – 4:16
11. "Empty Hands" – 2:48
12. "Telling Lies" – 3:44

## Mottagande
So Much for Staying Alive snittar på 2,6/5 på Kritiker.se, baserat på fem recensioner.

## Listplaceringar
| Lista (2005) | Topplacering |
| ------------ | ------------ |
| Sverige      | 13           |